# West End Games
West End Games (a menudo abreviado en WEG) fue una editorial estadounidense de juegos de tablero y de rol fundada en 1974 por Daniel Scott Palter en Nueva York, aunque más tarde se mudara a Honesdale (Pensilvania).

## Historia
Tras su fundación por Daniel Scott Palter en 1974 la compañía se dedicó sobre todo a la producción de juegos de tablero hasta que en 1984 publicó Paranoia, su primer juego de rol. Paranoia era sobre todo un juego de humor negro, lo que ayudó sin duda a West End Games cuando en competencia con TSR, Inc. obtuvo un contrato con Columbia Pictures para la realización de otro juego de rol de humor, Los Cazafantasmas (1986), basado en la película de 1984 del mismo título. Los Cazafantasmas, realizado a modo de subcontrata por diseñadores de otra editorial de juegos, Chaosium, estableció las bases del que sería el principal sistema de juego de West End Games: el sistema D6. En 1987, al año siguiente de la publicación de su juego Los Cazafantasmas, West End Games publica Star Wars, el primer juego de rol enteramente basado en el sistema D6. Los suplementos que West End Games llegó a publicar para este juego fueron tan numerosos y aportaron tanto trasfondo al universo expandido de Star Wars que cuando el escritor Timothy Zahn necesitó material de fondo para ambientar sus novelas de la trilogía del almirante Thrawn Lucasfilm le envió una caja de los suplementos que West End Games había publicado para su juego de rol de La guerra de las galaxias.
A la publicación de Star Wars siguieron otros juegos de rol, publicados a lo largo de los años 90. En 1996 el sistema D6 fue incluso publicado independientemente como sistema de juego genérico, con aplicaciones a universos de ficción tan dispares como los de las series de películas Indiana Jones (Indiana Jones Adventures, 1996) o Men in Black (Men in Black, 1997).
A pesar de los éxitos comerciales que West End Games había cosechado en los años 80 y 90 la compañía entró en bancarrota en 1998, en parte debido a su incapacidad de adaptarse a nuevos mercados, como por ejemplo el de las cartas coleccionables. La compañía fusionó en 1999 con el editor francés Yéti (haciéndose llamar a partir de entonces en Estados Unidos D6 legends, Inc.), que pertenecía a los Humanoides Asociados. En 2003 Humanoides Asociados vendió a su vez West End Games a Eric Gibson y a su compañía Purgatory Publishing, Inc., quien en 2009 puso el sistema D6 en el dominio público y en 2010 vendió todas las marcas registradas de West End Games a diferentes compañías.
En la actualidad West End Games es únicamente propietaria del juego Junta pero no lleva a cabo ninguna actividad editorial.

## Juegos de tablero publicados
- Bug-Eyed Monsters[1] (1983)
- Junta[2] (1985, tercera edición. La primera edición es de 1978, pero no por West End Games)
- Against the Reich[3] (1986)
- Star Wars: Star Warriors[4] (1987)
- Star Wars: Assault on Hoth[5] (1988)
- Star Wars: Battle for Endor[6] (1989)
- Star Wars: Escape from the Death Star[7] (1990, a este juego no se lo ha de confundir con el de 1977, de mismo título)[8]

## Juegos de miniaturas publicados
- Star Wars Miniatures Battles[9] (1989)

## Juegos de rol publicados
- Paranoia[10] (1984)
- Ghostbusters: A Frightfully Cheerful Roleplaying Game [11] (1986)
- Star Wars[12] (1987)
- Ghostbusters International[13] (1989, segunda edición de Ghostbusters: A Frightfully Cheerful Roleplaying Game )
- Torg (1990)
- The World of Indiana Jones (1994)
- The D6 System: The Customizable Roleplaying Game (1996)
- Indiana Jones Adventures (1996, conversión en sistema D6 de The World of Indiana Jones)
- Men in Black (1997)
- Shatterzone (1997)
- Hercules & Xena (1998)
- Stargate SG-1 role playing game (1999, proyecto abandonado en el momento de la bancarrota de West End Games)
- DC Universe (1999, publicado bajo Humanoids Publishing)
- The Metabarons Roleplaying Game (2001, publicado bajo Humanoids Publishing)
- Septimus (2007, publicado mediante impresión por encargo)

## Escenarios de campaña
- Bloodshadows (un escenario de campaña para el sistema D6)

## Diseñadores
Esta lista menciona a algunos diseñadores de juegos de West End Games que han estado largamente asociados a la editorial o que incluso han hecho parte integrante de su plantilla:
- Greg Costikyan
- Paul Murphy
- Eric Goldberg
- Joe Balkoski
- Jon Southard
- Jeff Briggs
- Ken Rolston
- Bill Slavicsek

## Sistemas de juego creados por WEG
- Sistema D6: usado en juegos de rol como Los Cazafantasmas, Star Wars y Men in Black.
- Masterbook: el sistema Masterbook evolucionó a partir del juego de rol Torg. Tras haber sido expandido y modificado se convirtió en la base de juegos como Necroscope y Tales from the Crypt.

El sistema D6 fue inicialmente una parte del sistema de juego de Los Cazafantasmas (1986), es decir que no constituía la totalidad del sistema de reglas del juego. Fue concebido a modo de subcontrata para ese juego por tres diseñadores de la editorial Chaosium: Sandy Petersen, Lynn Willis y Greg Stafford. Al año siguiente Greg Costikyan adoptó el sistema para Star Wars, el juego de rol (1987), creando de este modo el primer juego de rol enteramente constituido por el sistema D6. Años después de la bancarrota de West End Games, Eric Gibson, actual propietario de la empresa, puso el sistema D6 en acceso libre bajo el título Open D6 (una versión modificable de licencia de juego abierto u OGL, del inglés Open Game License) en junio de 2009.

## Juegos de rol traducidos al castellano
En los años 90 la hoy en día desaparecida editorial barcelonesa Joc Internacional tradujo y publicó en castellano tres juegos de rol de West End Games:
- Star Wars, traducido y publicado en abril de 1990.[15]
- Paranoia, traducido y publicado en abril de 1991.[16]
- Los Cazafantasmas, traducido y publicado en marzo de 1992.[17]